# Project Venona
Het Project Venona (ook vaak eenvoudig Venona genoemd) was een langlopende, uiterst geheime samenwerking tussen de geheime diensten van de Verenigde Staten en het Verenigd Koninkrijk. De kern van het project bestond uit het ontcijferen van boodschappen die door verschillende geheime diensten van de Sovjet-Unie werden verzonden, vooral tijdens de Tweede Wereldoorlog. Het project heeft minstens 13 codenamen gehad, zoals "Bruid", waarvan "Venona" de laatste was. Het woord zelf heeft geen betekenis. (In de ontcijferde documenten die door de NSA (National Security Agency) zijn vrijgegeven, wordt "VENONA" in hoofdletters aangeduid; de meeste auteurs gebruiken alleen voor de eerste letter een hoofdletter.)
In de eerste jaren van de Koude Oorlog was Venona een belangrijke bron van informatie voor de westerse mogendheden inzake de activiteiten van de geheime diensten van de Sovjet-Unie. Het project was niet alleen geheim voor het publiek - zelfs de presidenten Franklin D. Roosevelt en Harry Truman wisten er niet van. Het project speelde een uiterst belangrijke rol bij diverse gebeurtenissen tijdens de Koude Oorlog, zoals het ontmaskeren van het spionerende echtpaar Rosenberg en Pierre Cot en de dubbelrol en vlucht van Donald Maclean en Guy Burgess. De meeste berichten die uiteindelijk werden ontcijferd werden onderschept in de periode tussen 1942 en 1945. In 1945 werd het project aan de Sovjet-Unie verraden door de cryptoloog Bill Weisband die voor de Sovjet-dienst NKVD bleek te werken. De berichten werden ontcijferd vanaf 1946 tot en met 1980, toen het project werd ontmanteld.

## Verder lezen
- (en) De officiële declassificatie van Venona op de site van de NSA
- (en) Enkele belangrijke Venona-berichten op de site van de CIA
- (en) Een lezing van de FBI over de invloed van Venona op de FBI